# Confine tra Kenya e Somalia
Il confine tra il Kenya e la Somalia ha una lunghezza di 684 km e va dal triplice confine con l'Etiopia a nord fino all'Oceano Indiano a sud.

## Descrizione
Il confine si dirama in direzione nord-sud ed è costituito da tre sezioni quasi rette, e attraversando anche l'equatore nei pressi della città keniota di Liboi. Parte da nord al triplice confine con Etiopia e prosegue in direzione sud-ovest fino ad arrivare nei pressi della città keniota di El Wak. Da lì prosegue in linea retta per circa 404 km per poi virare verso sud-est tramite una linea quasi retta fino ad arrivare alla sponda dell'Oceano Indiano. Il confine separa due province keniote. Provincia Nordorientale e Provincia Costiera, dalle regioni somale di Ghedo e Basso Giuba.

## Storia
Questo confine risale all'epoca coloniale. Nel XIX secolo i territori corrispondenti grossomodo all'attuale Kenya, divennero un protettorato britannico intorno agli anni 1880, e formarono l'Africa orientale britannica, per poi diventare colonia del Kenya nel 1920. La Somalia meridionale apparteneva alla Somalia Italiana. L'assetto attuale del confine venne stabilito tramite un trattato anglo-italiano del 15 luglio 1924 e ratificato il 1º maggio 1925 quando il Regno Unito cedette all'Italia la regione dell'Oltregiuba sulle basi del Patto di Londra (1915), che prometteva all'Italia un risarcimento coloniale in cambio del suo ingresso nella prima guerra mondiale accanto agli alleati. La Colonia d'Oltregiuba esistette per due anni sotto il governatorato di Corrado Zoli per poi essere incorporata nella confinante colonia della Somalia italiana nel 1926. La Gran Bretagna mantenne il controllo della metà meridionale del territorio diviso dell'Oltregiuba, che in seguito fu chiamato Distretto della Frontiera Settentrionale, rinominato successivamente come Provincia Nordorientale.
Con l'indipendenza della Somalia nel 1960 e del Kenya, nel 1963, il confine divenne internazionale tra due stati sovrani.
Nell'ottobre 2021, la Corte internazionale di giustizia dell'Aia emette il suo verdetto sulla controversia marittima tra Somalia e Kenya. Questa è la fine di un epilogo giudiziario che risale al 2014.